# Ryder Cup 2021
Der 43. Ryder Cup wurde vom 21. September bis zum 26. September 2021 auf dem Straits Course des Golfclubs Whistling Straits in Haven, Wisconsin in den USA ausgetragen. Ursprünglich sollte der Ryder Cup im September 2020 stattfinden, wurde aber aufgrund der COVID-19-Pandemie verschoben. Die USA gewannen den Wettbewerb mit 19 zu 9.

## Club/Platz

### Whistling Straits

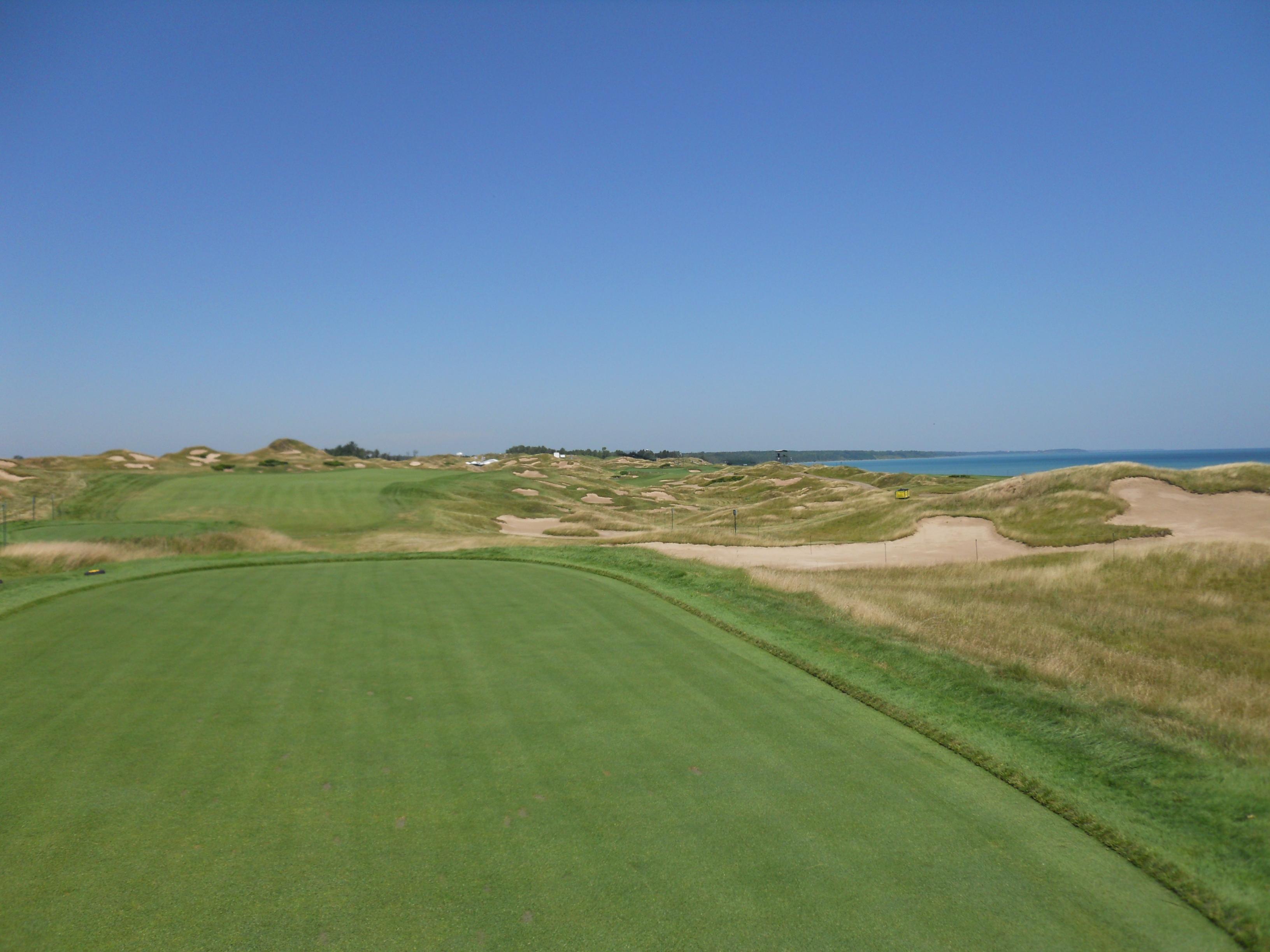
11. Fairway des Straits Course

Die 1998 eröffnete Golfanlage Whistling Straits mit zwei 18-Loch-Golfplätzen befindet sich direkt am Michigansee, etwa 100 km nördlich von Milwaukee. Sie war erstmals Austragungsort des Ryder Cups. Zuvor wurden in Whistling Straits bereits die PGA Championship 2004, 2010 und 2015 sowie die US Senior Open 2007 ausgetragen. Auf dem gespielten Straits Course befinden sich vier Par-3-Löcher und vier Par-5-Löcher. Der Par-72-Platz ist von den Championship-Abschlägen mit 6859 Meter vermessen.

## Mannschaften

### USA
Als Mannschaftskapitän der USA wurde Steve Stricker Anfang 2019 ausgewählt. Er wurde von den Co-Captains Jim Furyk, Zach Johnson, Davis Love III, Phil Mickelson und Fred Couples unterstützt.
Die USA ermittelten sechs Spieler über eine Punkteliste. Weitere sechs Golfer wurden vom Mannschaftskapitän (Captain’s Pick) bestimmt.

### Europa
Bei den Europäern wurde Pádraig Harrington ebenfalls Anfang 2019 ernannt. Seine Co-Captains waren Robert Karlsson,  Luke Donald, Martin Kaymer, Graeme McDowell und Henrik Stenson.
Bei den Europäer qualifizierten sich zunächst die vier Besten der Europäischen Punkteliste, weiterhin die vier Bestplatzierten der Weltrangliste, die sich nicht bereits qualifiziert hatten. Die letzten vier Spieler wurden mittels Captain’s Picks ausgewählt.

### Spieler
| Vereinigte Staaten | Vereinigte Staaten | Europa              | Europa             |
| Spieler            | Anmerkung          | Spieler             | Anmerkung          |
| ------------------ | ------------------ | ------------------- | ------------------ |
| Collin Morikawa    | Neuling – PL       | Jon Rahm            | 2. Teilnahme – PL  |
| Dustin Johnson     | 5. Teilnahme – PL  | Tommy Fleetwood     | 2. Teilnahme – PL  |
| Bryson DeChambeau  | 2. Teilnahme – PL  | Tyrrell Hatton      | 2. Teilnahme – PL  |
| Brooks Koepka      | 3. Teilnahme – PL  | Bernd Wiesberger    | Neuling – PL       |
| Justin Thomas      | 2. Teilnahme – PL  | Rory McIlroy        | 5. Teilnahme – WL  |
| Patrick Cantlay    | Neuling – PL       | Viktor Hovland      | Neuling – WL       |
| Tony Finau         | 2. Teilnahme – CP  | Paul Casey          | 5. Teilnahme – WL  |
| Xander Schauffele  | Neuling – CP       | Matthew Fitzpatrick | 2. Teilnahme – WL  |
| Jordan Spieth      | 4. Teilnahme – CP  | Lee Westwood        | 11. Teilnahme – CP |
| Harris English     | Neuling – CP       | Shane Lowry         | Neuling – CP       |
| Daniel Berger      | Neuling – CP       | Sergio García       | 10. Teilnahme – CP |
| Scottie Scheffler  | Neuling – CP       | Ian Poulter         | 6. Teilnahme – CP  |

PL = Punkteliste; WL = Weltrangliste; CP = Captain’s Pick

## Modus/Spielergebnisse
Insgesamt wurden 28 Partien im Matchplay Modus ausgetragen. Jeweils vier Partien Vierball und klassische Vierer waren für Freitag und Samstag angesetzt. Der Kapitän der gastgebenden Mannschaft hatte das Recht, zu entscheiden, ob zuerst Vierball oder klassische Vierer gespielt werden. Stricker entschied sich sowohl am Freitag, als auch am Samstag, zunächst die Vierer auszutragen. Am Schlusstag folgten traditionell die zwölf Einzelmatches.

### Freitag
| Vierer             |         |                      |
| Spieler            | Score   | Spieler              |
| Thomas/Spieth      | 3 & 1   | Rahm/Garcia          |
| Johnson/Morikawa   | 3 & 2   | Casey/Hovland        |
| Koepka/Berger      | 2 auf   | Westwood/Fitzpatrick |
| Cantley/Schauffele | 5 & 3   | McIlroy/Poulter      |
| 3                  | Session | 1                    |
| 3                  | Gesamt  | 1                    |

| Vierball             |         |                   |
| Spieler              | Score   | Spieler           |
| Johnson/Schauffele   | 2 & 1   | Casey/Wiesberger  |
| Dechambeau/Scheffler | ½ – ½   | Rahm/Hatton       |
| Finau/English        | 5 & 3   | McIlroy/Lowry     |
| Thomas/Cantley       | ½ – ½   | Fleetwood/Hovland |
| 3                    | Session | 1                 |
| 6                    | Gesamt  | 2                 |

### Samstag
| Vierer             |         |                      |
| Spieler            | Score   | Spieler              |
| Koepka/Berger      | 3 & 1   | Rahm/Garcia          |
| Johnson/Morikawa   | 2 & 1   | Casey/Hatton         |
| Thomas/Spieth      | 2 & 1   | Hovland/Wiesberger   |
| Schauffele/Cantley | 2 auf   | Westwood/Fitzpatrick |
| 3                  | Session | 1                    |
| 9                  | Gesamt  | 3                    |

| Vierball             |         |                   |
| Spieler              | Score   | Spieler           |
| Finau/English        | 1 auf   | Lawry/Hatton      |
| Koepka/Spieth        | 2 & 1   | Rahm/Garcia       |
| Scheffler/DeChambeau | 3 & 1   | Fleetwood/Hovland |
| Johnson/Morikawa     | 4 & 3   | Poulter/McIlroy   |
| 2                    | Session | 2                 |
| 11                   | Gesamt  | 5                 |

### Sonntag
| Einzel     |         |             |
| Spieler    | Score   | Spieler     |
| Schauffele | 3 & 2   | McIlroy     |
| Cantlay    | 4 & 2   | Lowry       |
| Scheffler  | 4 & 3   | Rahm        |
| DeChambeau | 3 & 2   | Garcia      |
| Morikawa   | ½ – ½   | Hovland     |
| Johnson    | 1 auf   | Casey       |
| Koepka     | 2 & 1   | Wiesberger  |
| Finau      | 3 & 2   | Poulter     |
| Thomas     | 4 & 3   | Hatton      |
| English    | 1 auf   | Westwood    |
| Spieth     | ½ – ½   | Fleetwood   |
| Berger     | 1 auf   | Fitzpatrick |
| 8          | Session | 4           |
| 19         | Gesamt  | 9           |